# Camponotus bidens
Camponotus bidens är en myrart som beskrevs av Mayr 1870. Camponotus bidens ingår i släktet hästmyror, och familjen myror.

## Underarter
Arten delas in i följande underarter:
- C. b. bidens
- C. b. repressus

## Bildgalleri

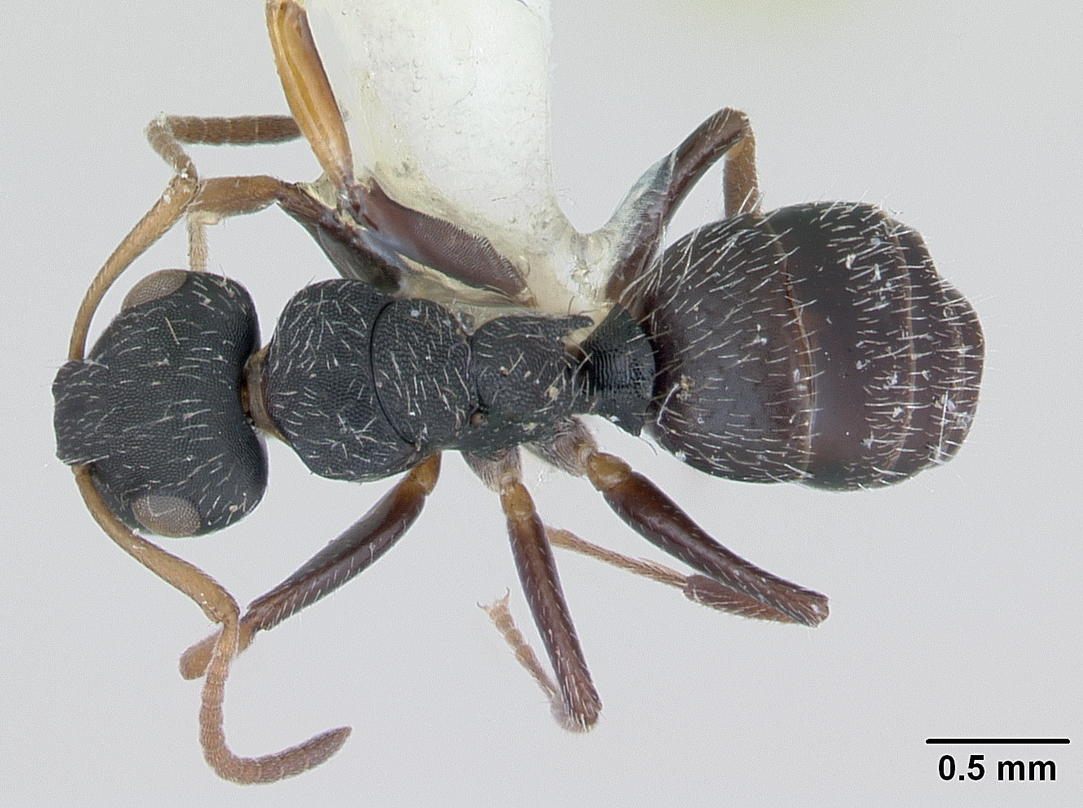
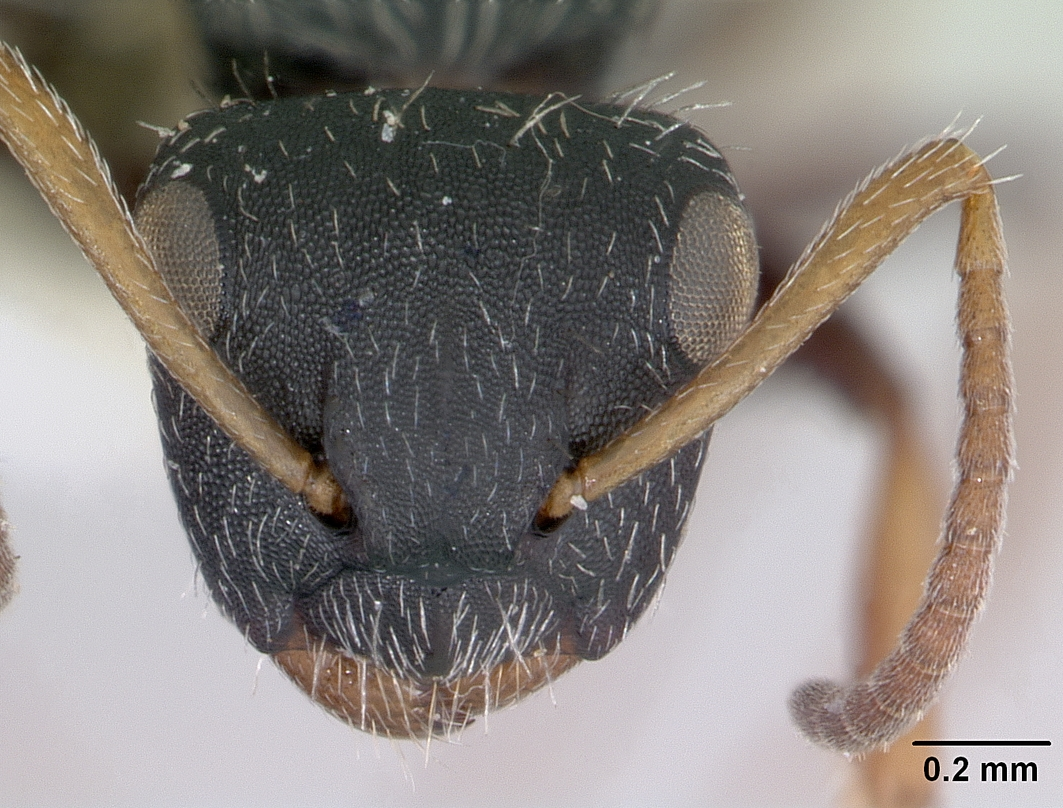
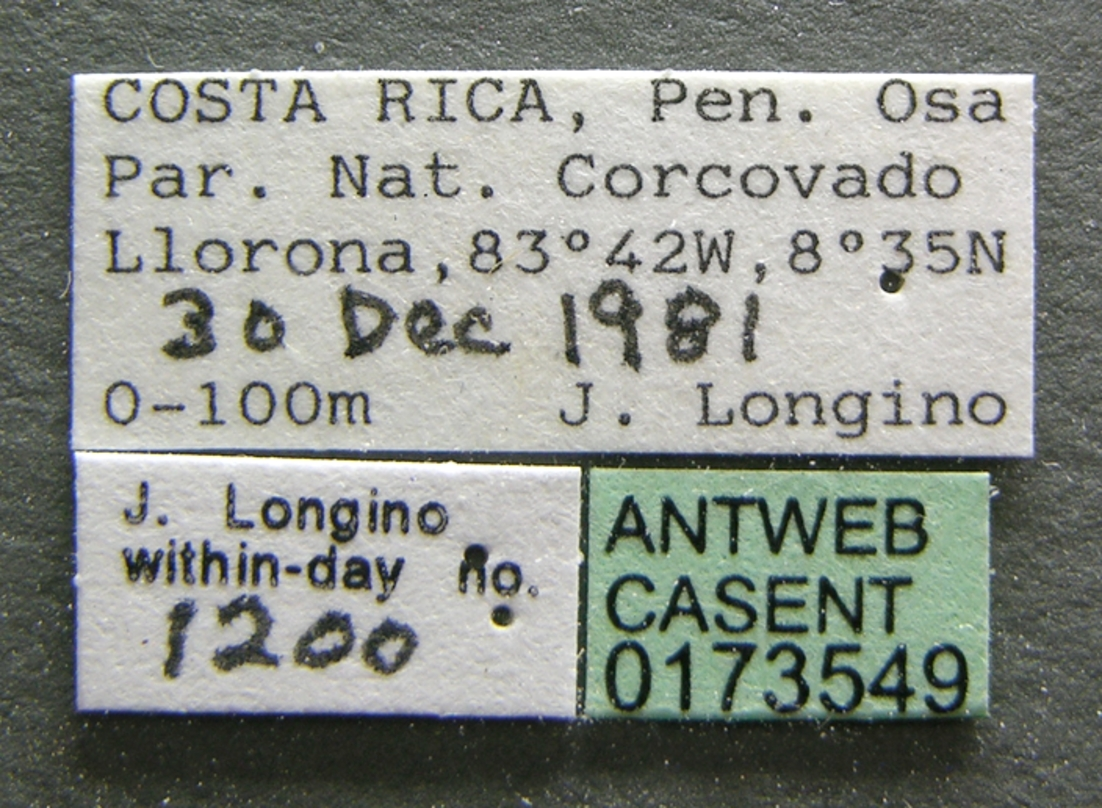
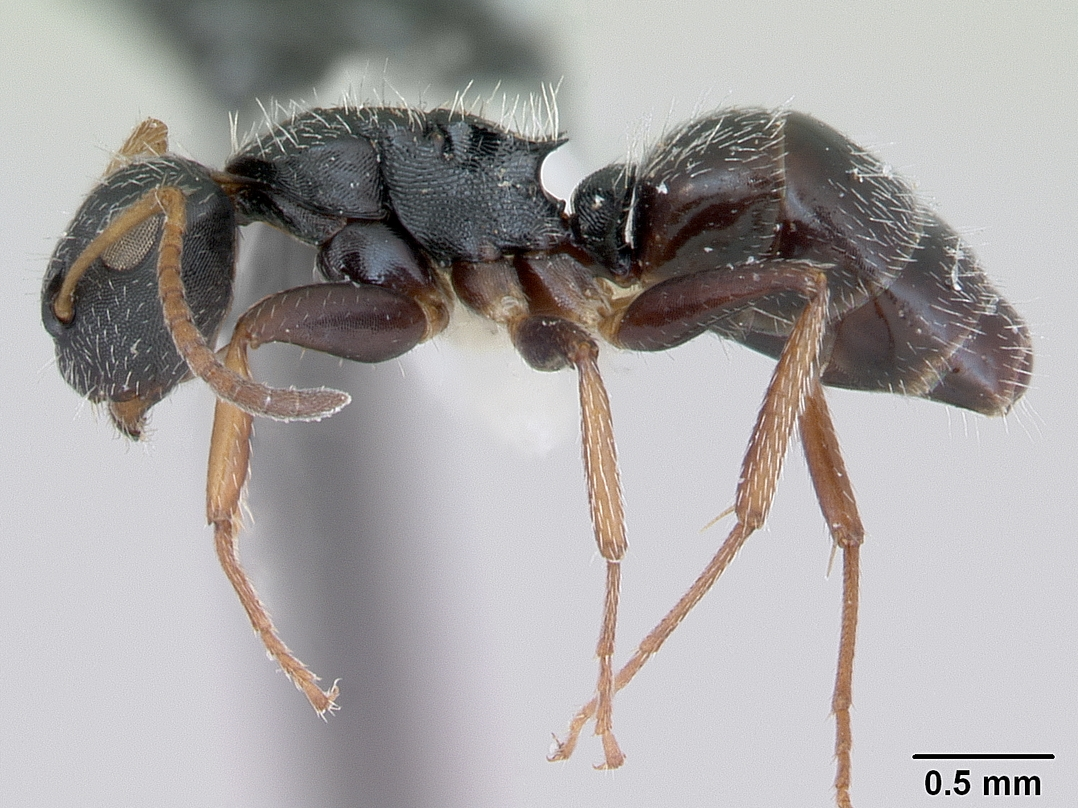
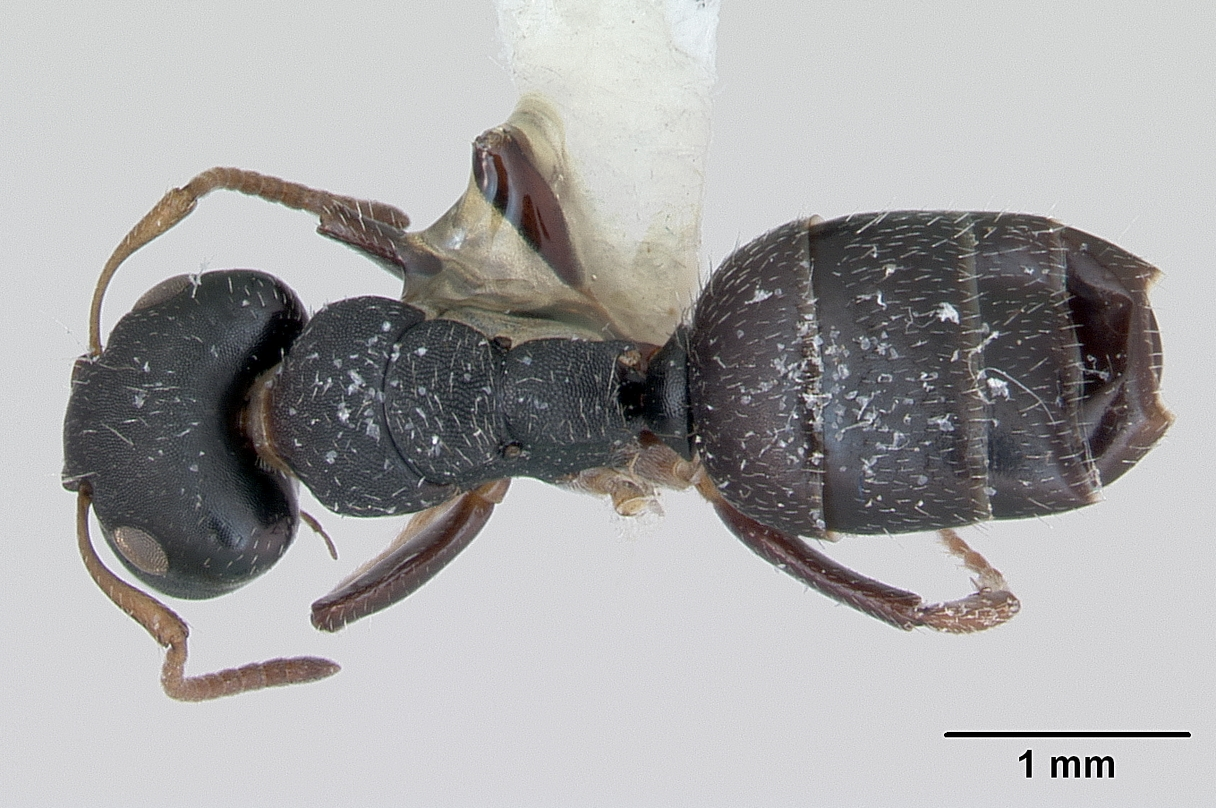
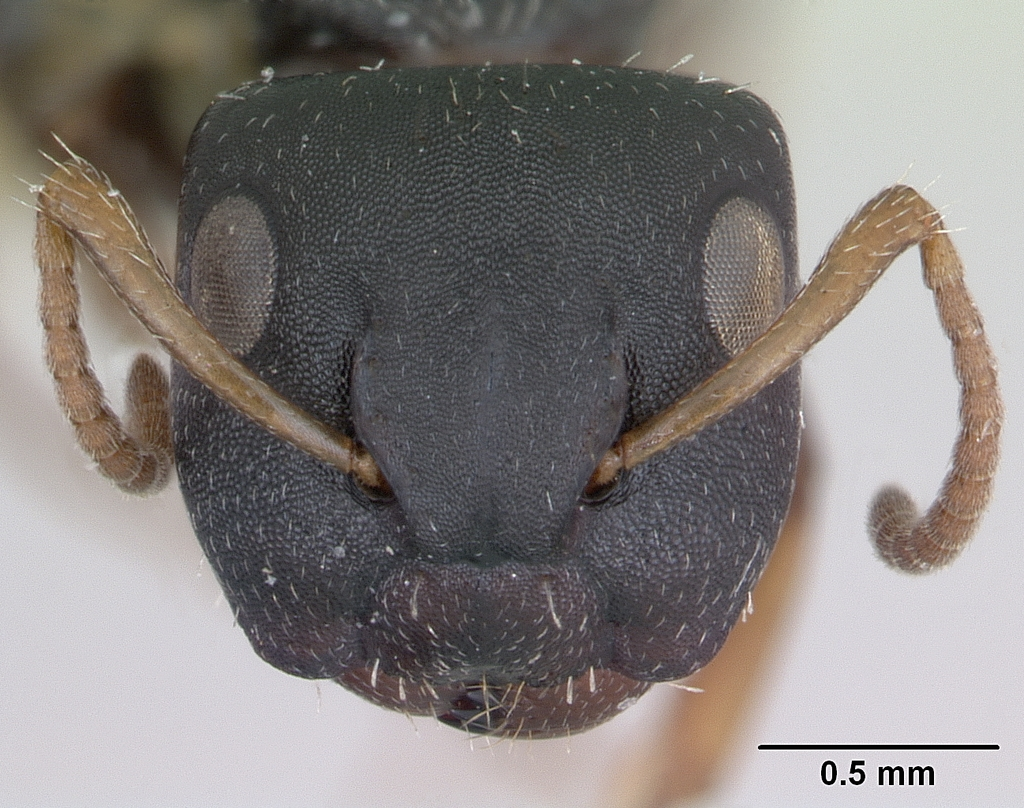